# Propietats intensives
Les propietats intensives són aquelles propietats físiques, químiques, organolèptiques, etc. que no depenen de la quantitat de matèria, i són les que caracteritzen als materials des d'un punt de vista macroscòpic.
Alguns exemples de propietats intensives són la temperatura o la densitat, mentre que la moltes de les propietats extensives (és a dir, que depenen de la quantitat de massa) poden tenir el seu equivalent intensiu, dividint aquesta magnitud física entre el volum o la massa o el nombre de mols. En aquest darrer cas, per diferenciar una magnitud de l'altra, el seu símbol s'escriu en majúscula o minúscula respectivament. Un exemple d'aquestes darreres és el volum V o v.